# Stopnik, Vransko
Stopnik este o localitate din comuna Vransko, Slovenia, cu o populație de 174 de locuitori.